# Nívea Stelmann
Nívea Stelmann Leôncio (Paraíba do Sul, 6 de abril de 1974) es una actriz brasileña.

## Carrera
Su debut televisivo fue en 1993, en uno de los papeles principales en la serie de la Familia Brasil, producido por la Rede Manchete.
Su primer papel importante llegó en The Untamed en 1997, como la hija del alcalde de Ipiranga, interpretado por Paulo Betti.
En 2001, participó en la segunda fase de la telenovela El clon, como Ranya, la segunda esposa de dicho musulmán, interpretado por Dalton Vigh, esposo de la protagonista de Jade.
En 2003, en la novela Chocolate con pimienta hace su primer papel de villana interpretando a Maria da Graça (Maria Gracia).

## Vida privada
Estuvo casada con el actor y cantante Mário Frías, con quien tiene un hijo, Michael. El 22 de octubre de 2007, fue elegida reina de los tambores de una escuela de samba Renacimiento, donde permaneció durante dos años.
En 2014 se mudó a Estados Unidos por la inseguridad en Brasil, actualmente vive en Orlando, Florida junto a sus dos hijos, y su actual pareja, Marcus Rocha.

## Filmografía

### Televisión
| Año  | Título                         | Personaje                     |
| ---- | ------------------------------ | ----------------------------- |
| 1993 | Família Brasil                 | Tatiana                       |
| 1995 | História de Amor               |                               |
| 1995 | Malhação                       | Luana                         |
| 1996 | Anjo de Mim                    |                               |
| 1997 | Malhação                       |                               |
| 1997 | A Indomada                     | Carolaine Mackenzie Pitiguary |
| 1998 | Era Uma Vez...                 | Babi                          |
| 1999 | Suave veneno                   | Eliete                        |
| 2000 | Uga-Uga                        | Guinevère Anísio              |
| 2001 | A Grande Família               | Rose                          |
| 2001 | El clon                        | Ranya Rachid                  |
| 2003 | Chocolate con pimienta         | Maria da Graça                |
| 2005 | Alma gemela                    | Alexandra                     |
| 2006 | A Diarista                     | Laudicéia                     |
| 2007 | Siete pecados                  | Elvira de Souza Florentino    |
| 2008 | Dicas de um Sedutor            | Janaína                       |
| 2008 | Casos e Acasos                 | Cintia                        |
| 2008 | Três Irmãs                     | Karen                         |
| 2009 | Cuna de gato                   | Kátia Santana Costa           |
| 2011 | Dinosaurios & Robots           | Lavínia Silva Guedes          |
| 2016 | Moisés y los diez mandamientos | Noemí                         |
| 2016 | Josué y la tierra prometida    | Noemí                         |

### Cine
| Año  | película             | Personaje |
| ---- | -------------------- | --------- |
| 2004 | Mater Dei            | Anne      |
| 2006 | A Última Onda        | Ana       |
| 2008 | Casamento Brasileiro | Rosa      |